# Landesverband Bayerischer Bauinnungen
Der Landesverband Bayerischer Bauinnungen (LBB) bildet zusammen mit dem Verband baugewerblicher Unternehmer Bayerns e.V. (VBB) die Organisation der baugewerblichen Unternehmen in Bayern (Das Bayerische Baugewerbe).

## Geschichte
Am  1. Oktober 1945 gründeten Vertreter der Bauhandwerke den Landesverband Bayerischer Bauinnungen als Organisation des Bauhauptgewerbes auf Landesebene. Er umfasste die seit Beginn des Zweiten Weltkriegs im Reichsinnungsverband zwangsvereinigten Betriebe der verschiedenen Bauhandwerke. Sein Ziel war, den Wiederaufbau der Handwerksorganisation für den Baubereich in Bayern zu koordinieren.
Im Mai 1948 trat der LBB dem Zentralverband Deutsches Baugewerbe bei.
In der Delegiertenversammlung am 4. Mai 1961 wurde die Gründung des Verbandes baugewerblicher Unternehmer Bayerns e.V. beschlossen. Dieser übernahm vom LBB die Aufgaben eines Arbeitgeberverbandes des bayerischen Baugewerbes.
Am 23. November 1970 eröffnete der LBB mit dem Berufsförderungswerk des Bayerischen Baugewerbes e.V. ein eigenes Schulungszentrum in Burgthann. Im Jahr 1999 zog die Einrichtung nach Feuchtwangen um und schult seitdem dort unter dem Namen Bayerische BauAkademie die Beschäftigten der Bauwirtschaft in den Bereichen Bautechnik, Baumaschinentechnik, Management, Betriebsführung und EDV.

## Organisation
Im Landesverband sind die aktuell 60 Bauinnungen in Bayern mit ihren rund 3.000 darin freiwillig organisierten Betrieben des Bau- und Ausbaugewerbes Mitglied. Die Grundsätze und Leitlinien der Verbandsarbeit werden durch ehrenamtlich tätige Vertreter der Mitgliedsunternehmen in der Delegiertenversammlung und im Vorstand nach demokratischen Grundsätzen bestimmt.
Die Hauptgeschäftsstelle hat ihren Sitz in München. Zudem vertreten sieben Bezirksgeschäftsstellen für Oberbayern und München, Niederbayern, die Oberpfalz, Oberfranken, Mittelfranken, Unterfranken und Schwaben die Organisation in den Regionen.

### Landesfachgruppen
Die im Landesverband Bayerischer Bauinnungen organisierten Gewerke werden in nachstehenden Fachgruppen betreut:
- Hochbau
- Straßen- und Tiefbau
- Fliesen und Naturstein
- Estrich und Belag
- Stuck-Putz-Trockenbau
- Wärme-, Kälte-, Schall- und Brandschutz
- Betonwerkstein, Fertigteile, Terrazzo und Naturstein
- Brunnenbau, Spezialtiefbau und Geotechnik
- Feuerungs-, Schornstein- und Industrieofenbau
- Eisenbahnbau

## Aufgaben
Als Wirtschaftsverband vertritt der LBB die Interessen seiner Mitglieder in rechtlicher, wirtschaftlicher, sozialpolitischer und fachlicher Hinsicht gegenüber Politik und Öffentlichkeit. Er ist Dienstleister mit Schwerpunkten im juristischen, betriebswirtschaftlichen und technischen Bereich. Der VBB ist Tarif- und Sozialpartner in Bayern.

## Präsidenten
- 1945–1948: Georg Eichbauer (kommissarischer Vorsitzender)
- 1948–1968: Ernst Liebergesell
- 1968–2002: Fritz Eichbauer
- 2002–2009: Helmut Hubert
- 2009–2017: Franz X. Peteranderl
- 2017–2024: Wolfgang Schubert-Raab[13][14]
- seit 2024: Georg Gerhäuser